# Corlata
Corlata – wieś w Rumunii, w okręgu Suczawa, w gminie Berchișești. W 2011 roku liczyła 507 mieszkańców.